# Cyclodictyon jagianum
Cyclodictyon jagianum là một loài rêu trong họ Pilotrichaceae. Loài này được (Müll. Hal.) Kuntze mô tả khoa học đầu tiên năm 1891.